# Звонок (фильм, 2002)
«Звонок» (англ. The Ring) — американский мистико-психологический фильм ужасов 2002 года режиссёра Гора Вербински по сценарию Эрена Крюгера. Адаптация японского фильма «Звонок» (1998), основанного на одноимённом романе Кодзи Судзуки (1991). Главные роли исполнили Наоми Уоттс, Мартин Хендерсон и Дэвид Дорфман. Сюжет повествует о журналистке, которая расследует убийства, связанные с проклятой видеокассетой, по-видимому, убивающей зрителя через семь дней после её просмотра.
Премьера фильма в США состоялась 18 октября 2002 года, в России — 27 февраля 2003 года. «Звонок» получил в основном положительные отзывы. Критики высоко оценили атмосферу, визуальные эффекты, режиссуру Вербински и игру Уоттс. Он также стал одним из самых кассовых ремейков фильмов ужасов, собрав 249,3 млн $ при бюджете в 48 млн $.
Фильм стал первой частью англоязычной серии, после которой было снято два продолжения: «Звонок 2» (2005) и «Звонки» (2017). Успех «Звонка» породил создание ремейков некоторых других азиатских и японских фильмов ужасов, включая «Проклятие» (2004) и «Тёмная вода» (2005).

## Сюжет
Две подруги, Кэти и Ребекка, обсуждают легенду о некой проклятой видеокассете, из-за которой посмотревший её умрёт через семь дней. Кэти утверждает, что неделю назад она смотрела запись со своими друзьями. Тем же вечером Кэти погибает от неведомой сущности.
На похороны Кэти приезжают журналистка Рэйчел Келлер, тётя погибшей, и её сын Эйдан. Мать Кэти просит Рэйчел расследовать смерть её дочери. Рэйчел узнаёт о видеокассете и умерших одновременно в тот же день трёх друзьях девушки, при этом их лица были сильно обезображены. Рэйчел приезжает в гостиницу, где останавливалась Кэти с друзьями, и находит ту самую видеозапись. Журналистка смотрит кассету и обнаруживает на ней пугающий видеоряд. После этого раздаётся телефонный звонок, и Рэйчел слышит из трубки слова «семь дней».
Рэйчел обращается за помощью к своему бывшему парню Ноа. Для изучения записи они делают копию видеокассеты. Рэйчел приезжает в психиатрическую клинику к Ребекке, которая попала туда после смерти Кэти, и пытается узнать у неё подробности того вечера. Впоследствии с Рэйчел начинают происходить мистические события, так или иначе связанные с видеозаписью. Также ей кажется, что её преследует девочка с чёрными волосами, скрывающими лицо. В процессе исследования Рэйчел узнаёт о коневоде Анне Морган, которая покончила с собой после утопления её нескольких лошадей. Спустя время Рэйчел ловит Эйдана, посмотревшего копию видеозаписи, а также понимает, что у Ноа появились похожие видения.
Журналистка отправляется на остров Моэско, где проживала Анна, чтобы встретиться с её вдовцом Ричардом. Между тем Ноа посещает психиатрическую клинику для поиска медицинских карт Анны. Оба узнают, что у Морганов была приёмная дочь Самара. Рэйчел хочет поговорить с Ричардом о Самаре, но он отрицает её существование и прогоняет журналистку. Рэйчел приходит к доктору Грасник, занимавшейся лечением Самары. Доктор рассказывает ей, что Анна удочерила Самару, поскольку была бесплодна. Рэйчел также узнаёт от неё, что Самара обладала способностью проекционной термографии, «выжигая» образы в сознании людей, таким образом мучая своих родителей и лошадей.
Позже Рэйчел проникает в дом Морганов и находит свидетельство о рождении Самары, подтверждающее, что она — их биологический ребёнок. Затем она смотрит запись сеанса психотерапии Самары, из которой выясняет, что она не могла контролировать свои способности. Затем появившийся Ричард заявляет, что дух Самары всё ещё на свободе и имеет злые намерения, после чего насмерть поражает себя электрическим током в ванной. Ноа и Рэйчел возвращаются в гостиницу и находят под половицами каменный колодец. Рэйчел падает туда, и ей приходит видение, в котором Анна душит Самару и бросает в колодец, где она умерла семь дней спустя. Труп Самары всплывает на поверхность воды, и Ноа кричит Рэйчел, что их семидневный срок истёк.
На следующий день Рэйчел сообщает сыну, что дух Самары освобождён. Однако Эйдан говорит, что помогать Самаре было ошибкой, и её невозможно остановить. Испуганная Рэйчел едет к Ноа. Тем временем в своей квартире Ноа сталкивается с вылезающим из телевизора мстительным призраком Самары, которая убивает его своим взглядом. Рэйчел, обнаружив его труп, возвращается домой и в истерике уничтожает оригинальную видеокассету, пытаясь понять, почему Ноа умер, а она осталась в живых. Тут ей на глаза попадается ещё одна кассета, и Рэйчел осознаёт, что проклятье обошло её стороной, так как она сделала копию видеозаписи и показала другому человеку, то есть привела новую жертву.
В последней сцене Рэйчел помогает Эйдану перезаписать кассету, тем самым спасая его от Самары. Эйдан спрашивает Рэйчел о судьбе того, кто посмотрит кассету, но она не отвечает.

## В ролях
| Актёр            | Роль                     |
| ---------------- | ------------------------ |
| Наоми Уоттс      | Рэйчел Келлер            |
| Мартин Хендерсон | Ноа Клей                 |
| Дэвид Дорфман    | Эйдан Келлер             |
| Брайан Кокс      | Ричард Морган            |
| Шэннон Кокрен    | Анна Морган              |
| Дэйви Чейз       | Самара Морган            |
| Эмбер Тэмблин    | Кэтрин «Кэти» Эмбри      |
| Рэйчел Белла     | Ребекка «Бекки» Котлер   |
| Джейн Александер | доктор Грасник           |
| Поли Перретт     | Бет                      |
| Сара Рю          | нянька                   |
| Саша Баррези     | первая девушка-подросток |
| Адам Броди       | Келлен третий подросток  |

## Создание

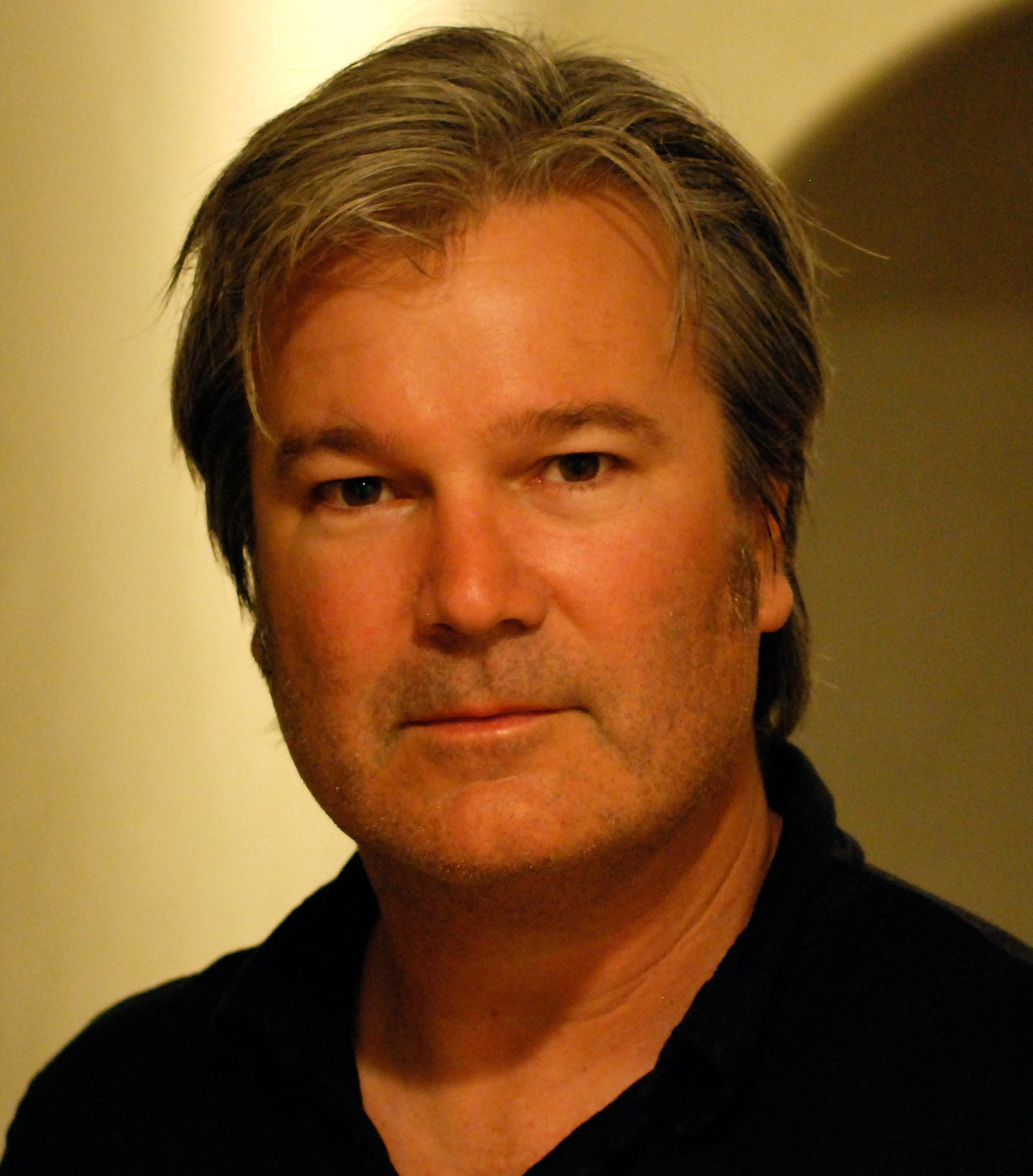
Режиссер Гор Вербински

В интервью режиссер Гор Вербински рассказал о том, как он был вовлечен в съемки фильма «Звонок»: «Уолтер Паркс из DreamWorks прислал мне видеокассету с оригинальным фильмом «Звонок». Я посмотрел запись и был заинтригован». Вербински назвал следующие трудности, с которыми столкнулся при создании фильма: «Бюджет. Скрипт. Расписание. Фильм пошел в производство без закрытого сценария». О кастинге режиссёр заявил следующее: «Мы знали, что нам не нужны большие звезды. Наоми и Мартин отлично смотрятся вместе, и я верю, что они сделают фильм честным. Они заслуживают это». Он также говорил: «Я не думаю, что выбор Наоми и Дэйви оскорбит тех, кому понравился оригинал. Они обе великолепные актрисы, и мне нравится, как они играют свои роли».    
На роль Рэйчел претендовали Дженнифер Коннелли, Гвинет Пэлтроу и Кейт Бекинсейл. Однако эта роль досталась британской актрисе Наоми Уоттс.
Коррективы в производство фильма были внесены в связи с террористическими актами 11 сентября 2001 года в США. Изначально планировалось снимать фильм в Бостоне. Однако из-за проблем с безопасностью, связанных с событиями 11 сентября было решено сменить место для съемок.Съёмки фильма проходили в период с 1 ноября 2001 по 5 апреля 2002 года в штатах Вашингтон и Мичиган. Для съемок сцен в квартире персонажа фильма Рэйчел Келлер использовалась квартира в Сиэтле. Съемки сцен на лошадиной ферме Морганов проходили в городе Монро (штат Мичиган) на лошадиной ферме. Для съёмок маяка на острове Моэско использовался реально действующий маяк «Yaquina Head Light», расположенный в Ньюпорте (Орегон), построенный в 1873 году. Фильм «Звонок» принес маяку большую популярность. В фильме можно видеть японский клён, однако дерево не настоящее, а искусственное, к тому же оно неоднократно доставляло съёмочной группе неудобства тем, что часто падало.
Создатели стремились внести напряжение в фильм. Для этого, в первую очередь, использовались визуальные средства: много полумрака, герои почти не выходят на свет, часто идет дождь, небо хмурится. Во время съемок в Вашингтоне как раз была дождливая и гнетущая погода. Это помогало усиливать эффект от происходящего в кадре. Дополняя ощущение неестественности, Гор Вербински старался, чтобы в некоторых случаях персонажи не отбрасывали теней. При создании фильма много внимания было уделено проклятой видеопленке. Она должна была быть абстрактной и устрашающей, а также давать ключ к разгадке. Для записи подбирались страшные образы, в процессе работы над ней было отброшено все лишнее, авторы фильма стремились избежать связного повествования. Фильм снимался в зеленых оттенках — специальный фильтр, который был использован для передачи атмосферы страха и болезненности. Авторы стремились соответствовать названию фильма (название на английском «The Ring» имеет двойное значение — не только «звонок», но и «круг, кольцо»), поэтому ряд элементов были специально подобраны в форме кругов и колец: узоры на ковре и обоях, кухонные ручки, рисунок на свитере врача, номер квартиры Рэйчел, сливное отверстие душа и т. д. 
Актер Мартин Хендерсон (исполнивший роль Ноа) заявлял в интервью следующее: «Были моменты, когда мы с Наоми смотрели друг на друга и словно говорили: “Вот стыдоба, люди будут смеяться”. Приходилось надеяться, что кто-то ещё сделает эти кадры пугающими, иначе тебе придётся выглядеть на них идиотом!» (речь идет о сценах, на которые в дальнейшем были наложены спецэффекты). Актриса Дэйви Чейз (исполнившая роль Самары) во время первого просмотра фильма испугалась саму себя.

### Вырезанные сцены
- В сцене, когда Ноа и Рэйчел возвращаются в кемпинг под дорожным указателем «Shelter Mountain Inn», можно видеть новую табличку «Closed until further notice» («Закрыто до дальнейших распоряжений») — она осталась от вырезанной сцены, в которой управляющий кемпингом умирал от просмотра видеозаписи, а кемпинг после этого должна была закрывать полиция[7].
- Вырезаны были сцены с Крисом Купером. Он сыграл убийцу ребенка. Две сцены с его участием должны были идти в начале и в конце фильма. Однако на тестовых показах зрители были удивлены тем, что актер, появившись ненадолго в начале фильма, исчез на весь фильм. Поэтому сцены с Купером решили исключить[7].

## Саундтрек

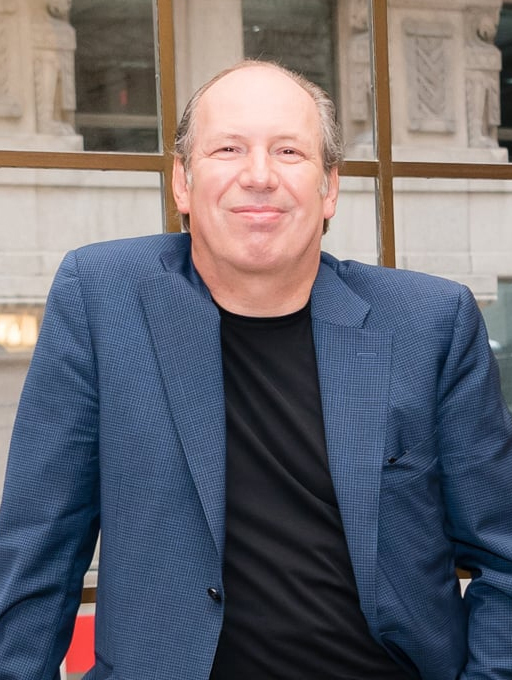
Кинокомпозитор Ханс Циммер

В фильме используется оригинальная музыка, написанная Хансом Циммером (который позже будет сотрудничать с Гором Вербински в других работах). Выпуск саундтрека не совпал с показом фильма в кинотеатрах. Он был выпущен в 2005 году вместе со Звонком 2 в альбоме, в котором сочеталась музыка из сразу двух фильмов. Саундтрек содержит несколько тем, связанных с персонажами, настроениями и локациями, в том числе многократное использование темы Dies Irae.
В творчестве композитора Х. Циммера прослеживается тенденция, связанная с использованием звуковых эффектов и жесткого звукового воздействия.
Вся музыка написана Хансом Циммером, Хеннингом Лонером и Мартином Тиллманом.
| Номер              | Название                          | Композитор                                                 | Длительность |
| ------------------ | --------------------------------- | ---------------------------------------------------------- | ------------ |
| 1.                 | "The Well"                        | Ханс Циммер, Хеннинг Лонер                                 | 11:24        |
| 2.                 | "Before You Die You See the Ring" | Ханс Циммер                                                | 7:09         |
| 3.                 | "This is Going to Hurt"           | Ханс Циммер, Мартин Тиллман                                | 2:48         |
| 4.                 | "Burning Tree"                    | Ханс Циммер, Хеннинг Лонер, Мартин Тиллман и Тревор Моррис | 10:13        |
| 5.                 | "Not Your Mommy"                  | Ханс Циммер, Хеннинг Лонер, Мартин Тиллман и Крей Дункан   | 3:59         |
| 6.                 | "Shelter Mountain"                | Ханс Циммер, Хеннинг Лонер и Тревор Моррис                 | 4:10         |
| 7.                 | "The Ferry"                       | Ханс Циммер, Хеннинг Лонер и Мартин Тиллман                | 3:15         |
| 8.                 | "I'll Follow Your Voice"          | Ханс Циммер, Хеннинг Лонер                                 | 6:28         |
| 9.                 | "She Never Sleeps (remix)"        |                                                            | 2:17         |
| 10.                | "Let the Dead Get In (remix)"     |                                                            | 3:59         |
| 11.                | "Seven Days (remix)"              |                                                            | 3:24         |
| 12.                | "Television (remix)"              |                                                            | 4:00         |
| Общая длительность | Общая длительность                | Общая длительность                                         | 63:50        |

## Выход и прокат фильма

### Маркетинг
При прокате фильма в американских кинотеатрах в первую неделю каждый из зрителей на своём месте обнаруживал видеокассету с «проклятой записью». В дальнейшем эта запись была включена в качестве бонуса в официальное DVD-издание фильма. Для рекламы фильма люди из DreamWorks Pictures разбрасывали по улицам Лос-Анджелеса видеокассеты с «проклятой записью». Для этих же целей в интернете были созданы несколько сайтов, с тематикой легенды фильма. Задолго до премьеры в США по телевизору в качестве рекламы показывали фрагмент проклятой видеозаписи из фильма, после которой в фильме раздается звонок. В данной рекламе не упоминалось название какого-либо фильма, то есть зрители не получали никаких объяснений.
18 октября 2002 года фильм «Звонок» вышел в США на 1981 экранах. За первые выходные фильм собрал 15 015 393 долларов. Успех «Звонка» побудил DreamWorks увеличить количество кинотеатров, где показывали фильм, до 700. Сборы данного фильма в США составили 129 128 133 доллара.  В Японии кино собрало 8,3 миллиона долларов за первые две недели после выхода на экраны. Общие сборы фильма составили 249 348 933 долларов.

### DVD-издание фильма
В DVD-издание фильма была включена «проклятая запись», которая обладала определённой особенностью — при её просмотре нельзя было перейти в меню диска, перемотать, остановить или сделать паузу во время показа записи. Управление диском возвращается только после окончания записи, в конце же звучит два телефонных звонка. Данное DVD-издание всего за сутки было распродано в США в количестве около 2 миллионов экземпляров.

### Название в российском прокате
В российском прокате фильм вышел под названием «Звонок». Этот перевод не раскрывает игры слов, присутствующей в англоязычном названии: «ring» — 1. кольцо, 2. звонить. Как рассказывает писатель, игра смыслов иностранного слова привнесла в его написанный на японском роман тему кольца, которой изначально не предполагалось. После перевода фильма на русский этот второй смысл, хотя и остался очевиден на постере, полностью исчез из текста. Например, оригинальный слоган «Перед тем, как ты умрешь, ты увидишь кольцо» (англ. Before you die, you see the ring), в российской версии пришлось поменять на «Перед тем, как ты умрешь, ты услышишь звонок».

## Критика

### В мире
Звонок получил в основном положительные отзывы. На веб-сайте-агрегаторе обзоров Rotten Tomatoes рейтинг одобрения фильма составляет 71% на основе 207 обзоров со средней оценкой 6,60/10. Согласно консенсусу критиков сайта, «Звонок с небольшим количеством крови и множеством жутких визуальных эффектов проникает вам под кожу благодаря навязчивому чувству атмосферы режиссера Гора Вербински и страстной игре Наоми Уоттс». На Metacritic средневзвешенный балл 57 из 100, основанный на 36 критиках, что указывает на «смешанные или средние отзывы». Зрители, опрошенные CinemaScore, поставили фильму среднюю оценку «B–» по шкале от A+ до F.

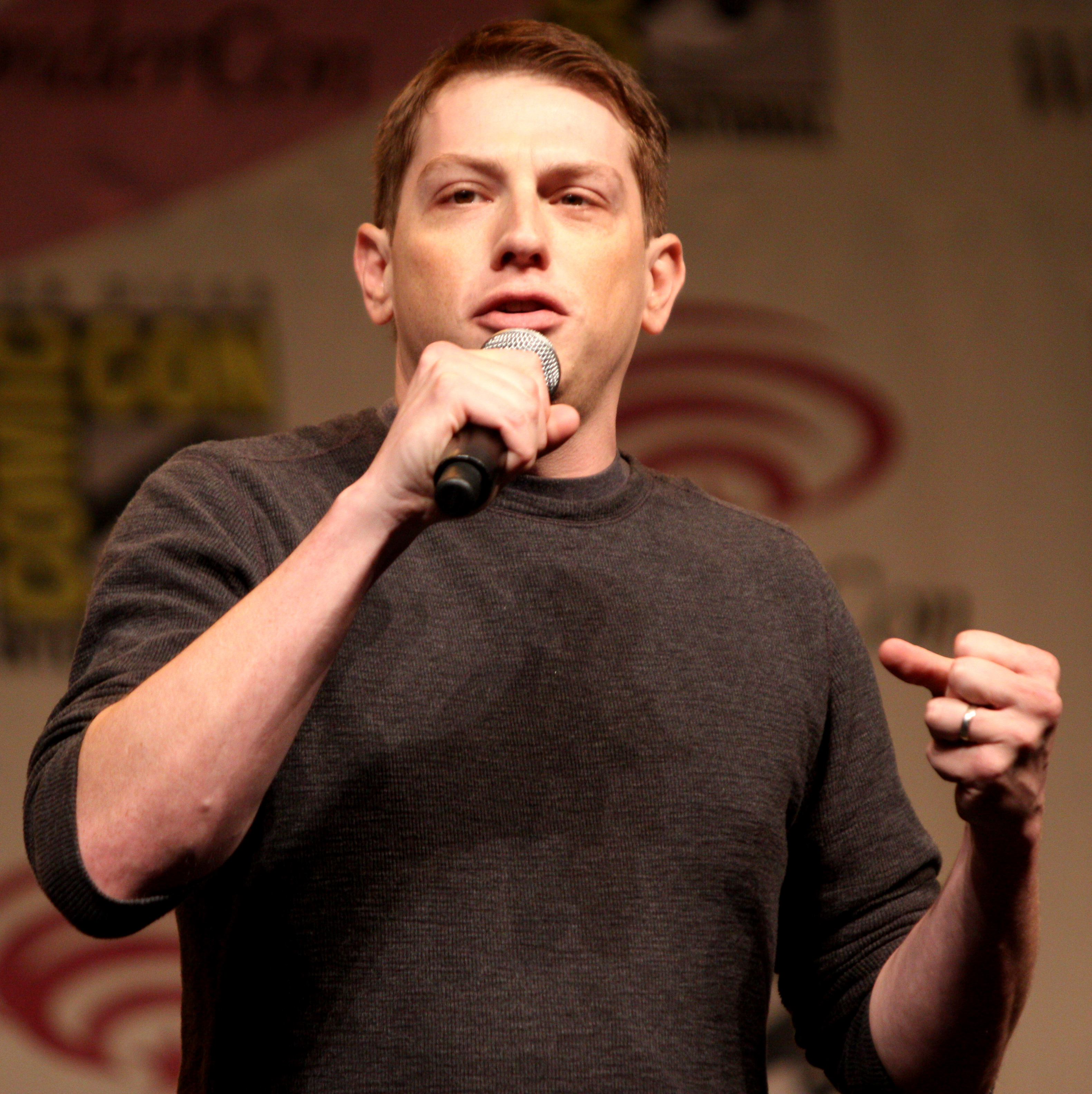
Сет Грэм-Смит

Режиссер японского фильма «Звонок», по которому и был снят данный ремейк, Хидэо Наката в интервью заявил, что фильм ему очень понравился. На Ebert & Roeper Ричард Ропер сказал, что фильм был очень захватывающим и пугающим, несмотря на некоторые незначительные вопросы без ответа. Роджер Эберт поставил фильму «Большой палец вниз» и счел его скучным и «граничащим с смешным»; ему также не нравился расширенный и подробный финал. Джереми Конрад из IGN похвалил фильм за его атмосферную постановку и кинематографию и сказал, что «есть «тревожные образы»… но фильм на самом деле не полагается на кровь, чтобы передать страх… «Звонок» полагается на атмосферу и сюжет, чтобы заставить нервничать, а не на кого-то, разрубленного пополам стеклянной дверью» (отсылка к сцене из «Тринадцати призраков»). Джим Эгнью из Film Threat назвал это «мрачным, тревожным и оригинальным во всем. Вы знаете, что увидите что-то немного отличающееся от вашего обычного студийного бреда.« Вербински хвалили за медленное раскрытие сюжета, сохраняя при этом интерес публики, «повороты продолжают появляться, и Вербински демонстрирует отточенный дар калибровать ожидания зрителей и манипулировать ими». Сет Грэм-Смит считает «Звонок» лучшим  ремейком японского фильма.
Несмотря на похвалу режиссуры Вербински, критики охарактеризовали персонажей как слабых. Джонатан Розенбаум из Chicago Reader сказал, что фильм был «полной тратой Уоттс… возможно, потому, что сценарий не удосужился дать ей персонажа», тогда как другие критики, такие как Уильям Арнольд из Seattle Post-Intelligencer, сказали обратное: "она демонстрирует интеллект, решительность и находчивость, которые прекрасно дополняют фильм", как Рене Родригес из «Miami Herald» и Клаудия Пуч из «USA Today» оказались в замешательстве и подумали, что к концу фильма «все еще не имеет особого смысла».
Фильм занял 20-е место в списке 100 самых страшных моментов из фильмов кабельного канала Bravo. Bloody Disgusting поставил этот фильм на шестое место в своем списке «20 лучших фильмов ужасов десятилетия», а в статье говорилось, что «Звонок» было не только первым американским ремейком «J-Horror», вышедшим из ворот; он все еще, как лучший».
На проводившемся на Yahoo голосовании по вопросу "самый ожидаемый фильм октября 2002" фильм «Звонок» (2002) занял 3 место из шести.

### В России
На популярном русскоязычном интернет-сервисе «Кинопоиск» фильм имеет рейтинг 7.3 из 10.
По данным социологического опроса 2009 года среди студентов-очников ВУЗов и старшеклассников школ, проведенного в 7 регионах Приволжского федерального округа России, наибольший процент опрашиваемых (5,9 %) назвали самым запомнившимся им фильмом ужасов американский фильм «Звонок».
По данным опроса, проведенного общероссийским телеканалом «Настоящее страшное телевидение» среди зрителей от 18 до 75 лет, в список 10 самых страшных фильмов ужасов вошел «Звонок» (2002), его назвали 7 % участников опроса (среди этих фильмов максимальный результат - 10 %, минимальный - 5 %). 
На сайте «Cult Cinema» фильм оценен автором рецензии на 4 из 5. В рецензии отмечено, что авторы «Звонка» (2002) адаптировали «японскую версию под американские реалии, подвергнув существенной переработке лишь историю демонической девочки и ее семьи». В рецензии положительную оценку получил сюжет, визуал, игра актеров, музыка. Отмечено ряд моментов, где американский фильм «Звонок» (2002) превосходит японский «Звонок» (1998). Вместе с тем, критикуется медленный темп повествования в некоторых местах и то, что фильм не страшный.
На сайте «SQD.RU»  фильму дана оценка автора обзора 8,5 из 10. Оценка посетителей 7,16 из 10. В обзоре отмечено, что фильм держит в напряжении с начала до конца. Еще положительно оценена актерская игра. Отмечено, что фильм является страшным.
Российский интернет-портал «Film.ru» дает фильму оценку 8 из 10, а зрительский рейтинг на «Film.ru» — 7,8. К положительным сторонам отнесено то, как сделана видеопленка, логичное и ритмичное расследование, фильм способен предоставить зрителю интеллектуальное и визуальное удовольствие. К отрицательным сторонам отнесены нехватка зацепок за новые факты  для оправдания «голого рационализма» главной героини, проблемы с индивидуальностью у главной героини, нераскрытость всех тайн, обесценивание рационализма в фильме его финалом.
Веб-сайт «TramVision» оценивает «Звонок» (2002) на 3 из 5. По данным веб-сайта, фильм поставлен грамотно, «Звонок» способен заставить зрителя проникнуться саспенсом и сопереживать персонажам. К отрицательным сторонам фильма отнесено злоупотребление жанровыми штампами, а также то, что американский фильм «Звонок» (2002) будет не такой страшный, как японский «Звонок» (1998), если смотреть его после японского.
По мнению русского писателя и кинокритика Дмитрия Быкова, в фильме «Звонок» (2002) «проводится мысль о гибельности масскульта, о той опасности, которую таят массмедиа».

## Отсылки в фильме
- Кольцо на логотипе киностудии DreamWorks Pictures в начале фильма отсылает к оригинальному японскому фильму «Звонок».
- В фильме существует отсылка к группе Bad Religion — на шкафу Ноа можно видеть чёрно-красный стикер с наименованием группы. В 1994 году Гор Вербински снял для группы видеоклип «American Jesus».
- Плоды японского клёна, который можно видеть в фильме, именуются самара — отсылка к имени злого духа в фильме.
- Помимо видеокассеты с «проклятой записью», на полке имеются следующие фильмы: «Вдребезги» (1991), «Запах женщины» (1992), «Стальные магнолии» (1989), «Содом и Гоморра» (1962), «Семейный заговор» (1976), «Спонтанное возгорание» (1990), «Человек со снежной реки» (1982) и «Школьные узы» (1992).
- Главная героиня фильма Рэйчел Келлер смотрит со своего балкона в окна других жителей, она видит в одной из квартир мужчину с загипсованной левой ногой. В фильме Альфреда Хичкока «Окно во двор» (1954) актер Джеймс Стюарт с левой ногой в гипсе заглядывал в окна своих соседей[12].

## Связь и отличия от оригинала
Фильм, хоть и является ремейком японского «Звонка», имеет некоторые свои нововведения, связи и отличия. Так начальная сцена фильма была немного удлинена, сюжет стал более понятен. Были внесены изменения в саму «проклятую видеозапись» — на ней теперь можно видеть кровь, текущую из носа человека, сколопендру, процесс отрыгивания провода — элементы, которых не было в оригинальной картине. Также были введены сцены с участием лошадей. Увеличено отпущенное жертвам проклятия время до убийства (с шести до семи дней). В американском фильме сильно изменена история Самары Морган по сравнению с историей Садако Ямамуры в японском фильме. В американском фильме все жертвы проклятия становятся полуразложившимися трупами, в то время как в японском фильме с телами убиенных ничего такого не случалось. В американской фильме показано лицо Самары Морган, а в японском фильме его не демонстрировали.

## Особенности фильма
На протяжении всего фильма Рэйчел использует маркер фирмы Sensa. Художник-постановщик фильма Том Даффилд, по его собственным словам, находил вдохновение в работах Эндрю Уайета. Бюджет ремейка превышает бюджет оригинала приблизительно в 40 раз.
До фильма «Звонок» (2002) в американских фильмах ужасов мало внимания уделялось психологии. Фильм «Звонок» был психологичнее многих других. В этой картине пугал зрителей не персонаж, олицетворяющий зло, а созданная в фильме атмосфера.
Российский интернет-портал «Film.ru» привел следующие особенности данного фильма:
«В Америке среди хорроров тогда доминировали слэшеры, делающие ставку на насилие, кровь и плоть. «Звонок» же предлагал страшную историю, которая пугала, а не шокировала, и которая во многом полагалась на зрительскую фантазию, а не на мастерство трюкачей и создателей спецэффектов». 
В сцене фильма, где Самара Морган вылазит из телевизора, в диахроническом измерении кинесика Самары, резкая и обрывистая смена кадров создают эффект стремительности ее приближения к жертве. Это вызывает у зрителя ряд эмоций, к их числу относится страх. При наложении синхронии на диахронию получается эффект стремительного перемещения призрака к жертве. Так в фильме демонстрируется идея неотвратимости смерти, беспомощности людей перед сверхъестественными силами.
Российский кинокритик и киновед Дмитрий Комм в своей монографии «Формулы страха. Введение в историю и теорию фильма ужасов» отмечает, что темой фильма «Звонок» «является противостояние хрупкого человеческого разума и иррациональной необъяснимости тайны». Данный фильм основан на принципе расследования и занят толкованием улик-символов.
В образе призрака утопленницы (Самара Морган) угадывается универсальный мифоархетипический сюжет о русалках.

## Награды и номинации
Академия научной фантастики, фэнтези и фильмов ужасов. Премия Сатурн 2002 года
- Лучший фильм ужасов (победа)
- Лучшая женская роль (Наоми Уоттс) (победа)

Молодёжная награда Teen Choice Awards  ежегодно присуждаемая кампанией Fox 2003 года
1) Лучший фильм - хоррор (победа).
Премия канала MTV 2003 года
- Лучший злодей (Дэйви Чейз) (победа)
- Лучший фильм (номинация)

## Сиквелы
Продолжение «Звонок 2» было выпущено в 2005 году. В 2005 году также был выпущен короткометражный фильм «Звонки», действие которого происходит между «Звонком» и «Звонком 2». Третья часть, также названная «Звонками», вышла в 2017 году.

## Наследие
Успех «Звонка» открыл дорогу американским ремейкам нескольких других японских фильмов ужасов, включая «Проклятие» и «Темная вода».